# Final Resolution (2009)
Final Resolution (2009) foi um evento pay-per-view realizado pela Total Nonstop Action Wrestling, ocorreu no dia 20 de dezembro de 2009 no Impact! Zone em Orlando, Florida. Sua frase tema foi: "Someone Will Be Fired!". Esta foi a sexta edição da cronologia do Final Resolution.
No evento foi disputada a "Feast or Fired", onde estavam em jogo quatro maletas, três delas garantiam aos vencedores lutas pelos principais títulos da TNA respectivamente o TNA World Heavyweight, TNA World Tag Team e TNA X Division Championships e a última levou ao lutador que conseguiu a demissão da empresa.

## Resultados
| #                          | Lutas | Estipulação | Tempo |
| -------------------------- | --- | --- | ----- |
| 1                          | The British Invasion (Brutus Magnus e Doug Williams) (c) (com Rob Terry) derrotaram The Motor City Machineguns (Chris Sabin e Alex Shelley) | Tag Team match pelo TNA World Tag Team Championship                                                                                      | 11:47 |
| 2                          | Tara derrotou ODB (c) | Singles match pelo TNA Knockouts Championship                                                                                            | 05:39 |
| 3                          | Kevin Nash, Samoa Joe, Rob Terry e Sheik Abdul Bashir derrotaram James Storm, Robert Roode, Eric Young, Kiyoshi, Homicide, Jay Lethal, Consequences Creed e Cody Deaner - Sheik Abdul Bashir pegou a maleta 2 - (05:03) foi demitido. - Rob Terry pegou a maleta 4 - (05:11) garantiu uma luta pelo TNA X Division Championship. - Kevin Nash pegou a maleta 1 - (07:22) garantiu uma luta pelo TNA World Tag Team Championship. - Samoa Joe pegou a maleta 3 - (09:03) garantiu uma luta pelo TNA World Heavyweight Championship. | Feast or Fired | 11:00 |
| 4                          | Matt Morgan, Hernandez, D'Angelo Dinero e Suicide derrotaram Team 3D (Brother Devon e Brother Ray), Rhino e Jesse Neal. - Hernandez eliminou Rhino (04:02) - Hernandez foi eliminado ao acertar uma cadeira em Jesse Neal (08:22) - Jesse Neal foi eliminado ao acertar uma cadeira em Suicide (08:22) - Devon eliminou Suicide (08:57) - Devon eliminou D'Angelo Dinero (11:12) - Matt Morgan eliminou Brother Devon (14:44) - Matt Morgan eliminou Brother Ray (16:30)                                                           | Eight-Man Tag Team Elimination match | 16:30 |
| 5                          | Bobby Lashley derrotou Scott Steiner | Last Man Standing match | 09:13 |
| 6                          | Mick Foley e Abyss derrotaram Raven e Dr. Stevie (com Daffney) | Foley's Funhouse Rules match | 09:31 |
| 7                          | Kurt Angle derrotou Desmond Wolf - Fall one: Wolf (12:40) - Fall two: Angle (19:17) - Fall three: Angle venceu ao sair primeiro da jaula. (25:33) | Three Degrees of Pain - Fall one: Pinfalls only match (12:39) - Fall two: Submission match (19:57) - Fall three: Escape the Cage (26:14) | 26:14 |
| 8                          | A.J. Styles (c) derrotou Daniels | Singles match pelo TNA World Heavyweight Championship                                                                                    | 21:02 |
| (c) - Campeão ante da luta | | |       |